# Jörgen Widsell
Jörgen Widsell, född 15 oktober 1947, är en svensk redaktör m.m. Han är sedan 1985 gift med Annika Danielson.  
Jörgen Widsell, som i likhet med Robert Aschberg tidigare varit verksam inom Oktoberförlaget, startade inom Kinnevik Tidningen Z, ZTV och Zradio (numera Rix FM), Metro och Radio P4 i Norge.  
Tilldelades 2006 – tillsammans med Pelle Anderson, Robert Braunerhielm och Monica Lindstedt – Hans Majestäts Konungens medalj för att ha grundat Sveriges första gratisutdelade nyhetstidning Metro.